# 葛利毛織工業
葛利毛織工業株式会社（くずりけおりこうぎょう）は、愛知県一宮市木曽川町玉ノ井字宮前1に本社を置く繊維企業。
1912年（明治45年）に創業し、2012年（平成24年）には創業100周年を迎えた。2020年（令和2年）8月17日には多数の建物が登録有形文化財に登録された。
手織りに近い風合いを得られる14台のションヘル織機（Schönherr loom）を用い、高付加価値を有するさまざまな織物を製造している。自社ブランドとして「DOMINX」を有し、日本国外の高級ブランドなどにも用いられている。のこぎり屋根工場が残る敷地は職住一体の経営形態の様相を伝えているとされる。

## 歴史

### 尾州産地と玉ノ井
愛知県北西部の尾州産地は日本を代表する毛織物産地である。葉栗郡玉ノ井村（現・一宮市木曽川町玉ノ井地区）では明治初頭に絣（かすり）の製造が始まり、木綿絣（もめんがすり）や絹綿交織絣（けんめんこうしょくがすり）では愛知県有数の産地となった。大正時代にも絹綿交織絣の製造が主流だったが、昭和初期には毛織物の製造が中心となっている。

### 創業とその後

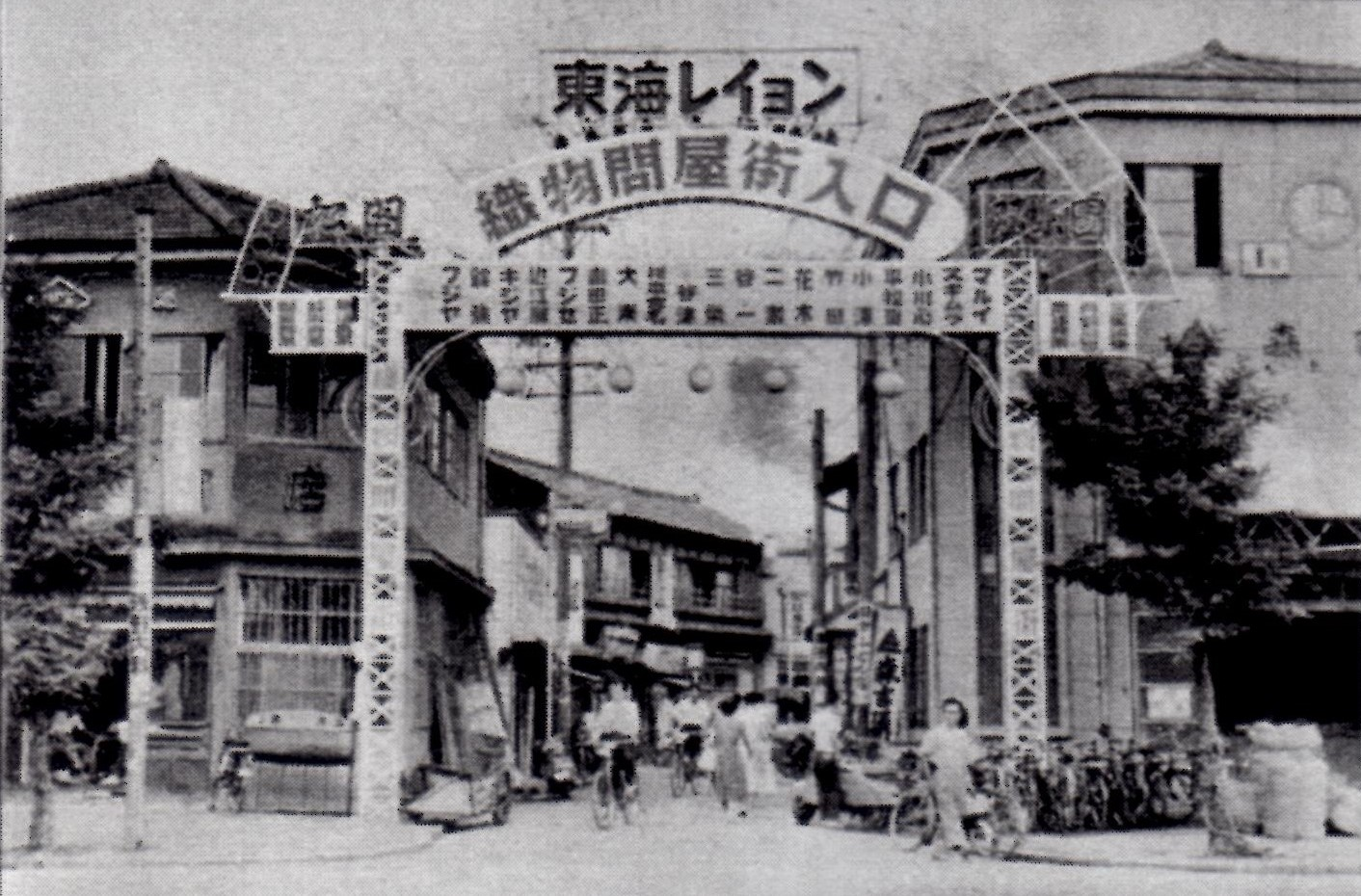
1960年の一宮市の織物問屋街

葛利毛織工業は1912年（明治45年）に創業し、当初は絹綿交織絣の製造などを行っていた。大正末期には力織機を導入して毛織物の製造を始めた。昭和に入ると四巾力織機を導入してサージの製造を行った。
1932年（昭和7年）には工場、事務所、離れなどを建て、織物製造にションヘル織機を導入した。太平洋戦争中には尾西産地の紡績工場などが軍需産業への転換を強いられたが、葛利毛織工業は戦時中も織物製造を続け、軍服の生地などを製造した。紡績工場から転換した軍需工場は壊滅的な被害を受けたが、葛利毛織工業やションヘル織機などは空襲を逃れて終戦を迎えた。
工場の竣工当初は北側の2スパンのみだったが、1945年（昭和20年）頃には南側の2スパンが増築された。1949年（昭和24年）に葛利毛織工業株式会社が設立された。1950年（昭和25年）の朝鮮戦争勃発を機に、ガチャマン景気が起こって尾西産地は好況に沸いた。戦後の1948年（昭和23年）頃には原糸倉庫を、1949年（昭和24年）頃には主屋を、1952年（昭和27年）頃には男子寮を、1957年（昭和32年）頃には倉庫が建てられた。昭和30年代には工場が東西に増築された。
1960年代には毛織物の輸入が自由化され、国際的な競争が激化して尾州産地の工場は減少した。

### 近年の動向
2009年（平成21年）5月に日本国外のアパレル企業が集まる商談会に参加した際、丁寧な仕上がりが絶賛されたことで、高級ブランドに生地が採用されるようになった。2010年（平成22年）1月には愛知県によって2009年度（平成21年度）の愛知ブランド企業に認定された。2012年（平成24年）には創業100周年を迎えた。
2020年（令和2年）8月17日、工場、事務所、主屋、離れ、男子寮、旧浴場及び便所、土蔵、原糸倉庫、倉庫が登録有形文化財に登録された。葛利毛織工業の登録を契機として、2022年（令和4年）7月から8月には一宮市博物館で企画展「のこぎり屋根工場」が催された。

## 建築物

### 工場
木造平屋建、瓦葺。建築面積563㎡。1932年（昭和7年）頃竣工。1945年（昭和20年）改修。昭和30年代増築。敷地の北側に建つ。尾州産地には数多く残るのこぎり屋根工場である。北向きに窓が付いているため、時間による光量の変動が少なく、糸や布の検品に適しているとされる。

### 事務所
木造2階建、瓦葺。建築面積55㎡。1932年（昭和7年）頃竣工。門を入って西側に建つ。外観は洋風の下見板張であるが、内部は和風の意匠を有している。

### 主屋
木造2階建、瓦葺。建築面積186㎡。1949年（昭和24年）頃竣工。門を入って東側に建つ。東西方向に延びる南側は住居部分であり、南北方向に延びる北側は倉庫部分である。かつて北側は女子寮として用いられていた。

### 離れ
木造2階建、瓦葺。建築面積97㎡。1932年（昭和7年）頃竣工。1950年頃改修。1975年頃増築。事務所の北西に接続している経営者一家の住居である。

### 男子寮
木造2階建、瓦葺。建築面積43㎡。1952年（昭和27年）頃竣工。1957年（昭和32年）頃増築。工場の南東に建つ。現在は倉庫として用いられている。

### 旧浴場及び便所
木造平屋建、瓦葺。建築面積34㎡。1955年（昭和30年）頃竣工。昭和30年代増築。男子寮の東に建ち、東側は男子浴場、西側は女子浴場となっている。現在は男子浴場が物置、女子浴場が糸置き場として用いられている。

### 土蔵
土蔵造2階建、瓦葺。建築面積55㎡。江戸末期竣工。工場と離れの間に建つ。

### 原糸倉庫
木造平屋建、瓦葺。建築面積56㎡。1948年（昭和23年）頃竣工。工場と倉庫の間に建つ。

### 倉庫
木造平屋建、瓦葺。建築面積52㎡。1957年（昭和32年）頃竣工。原糸倉庫の南側に連続して建つ。

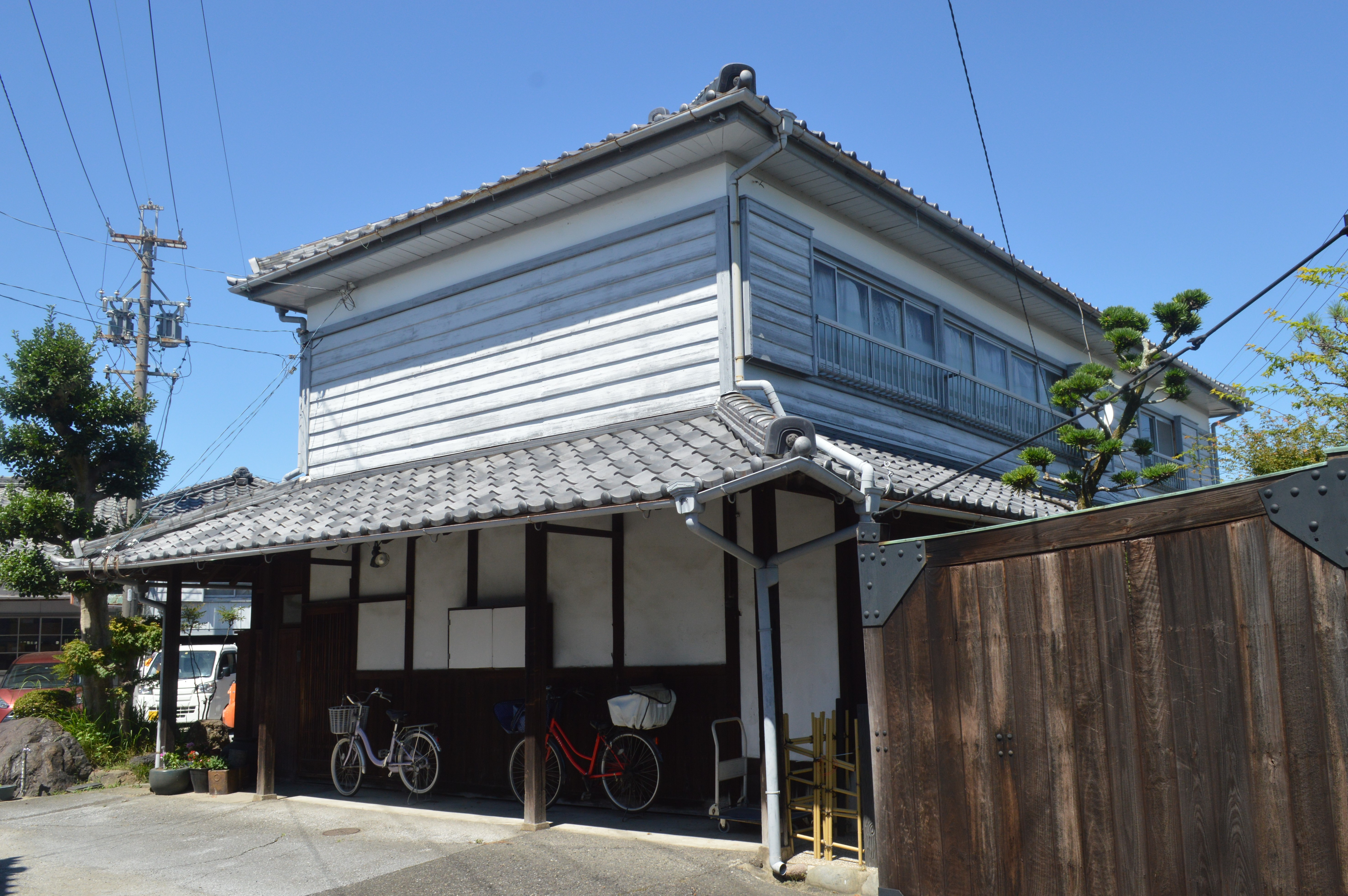
主屋
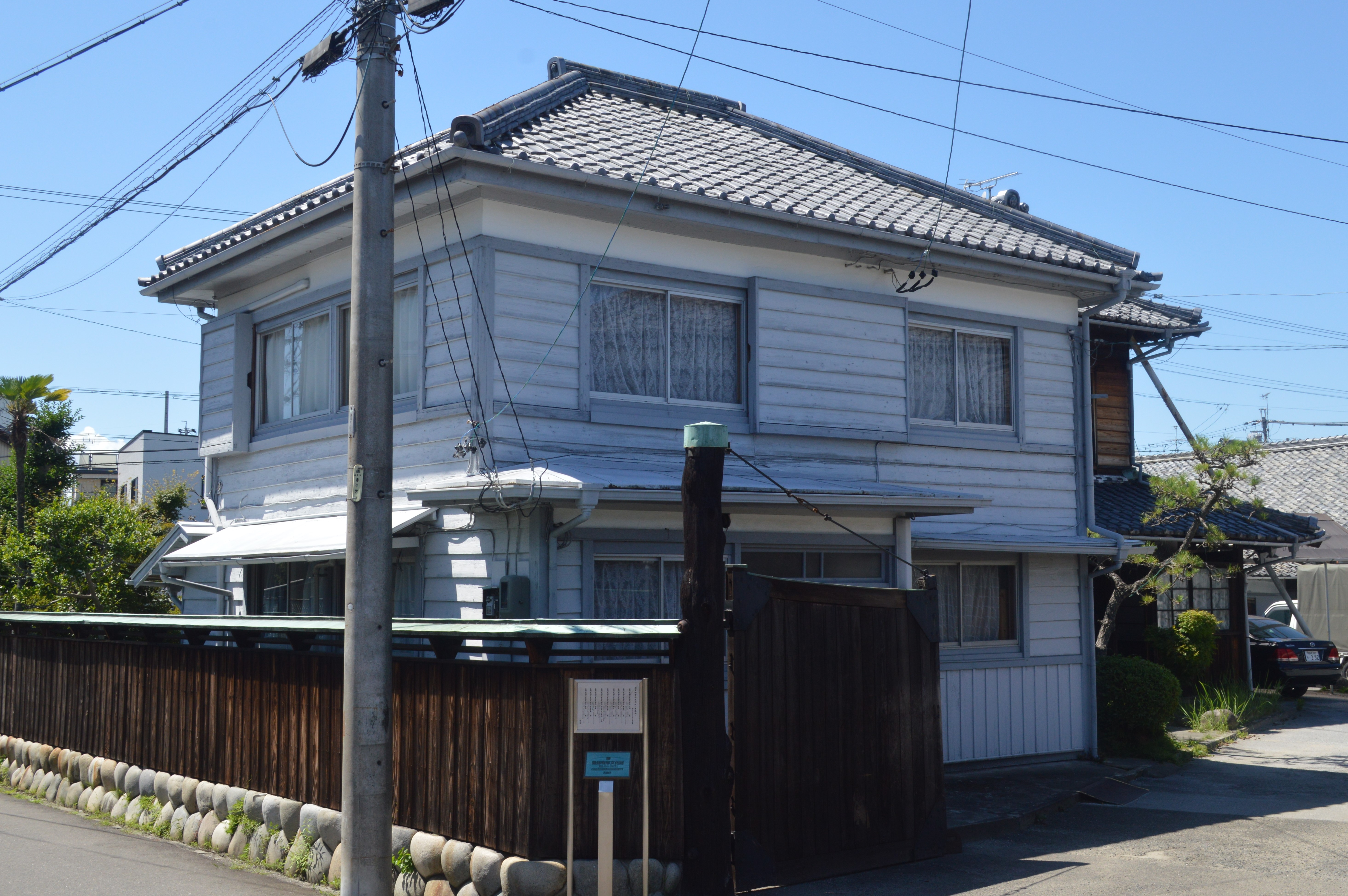
事務所
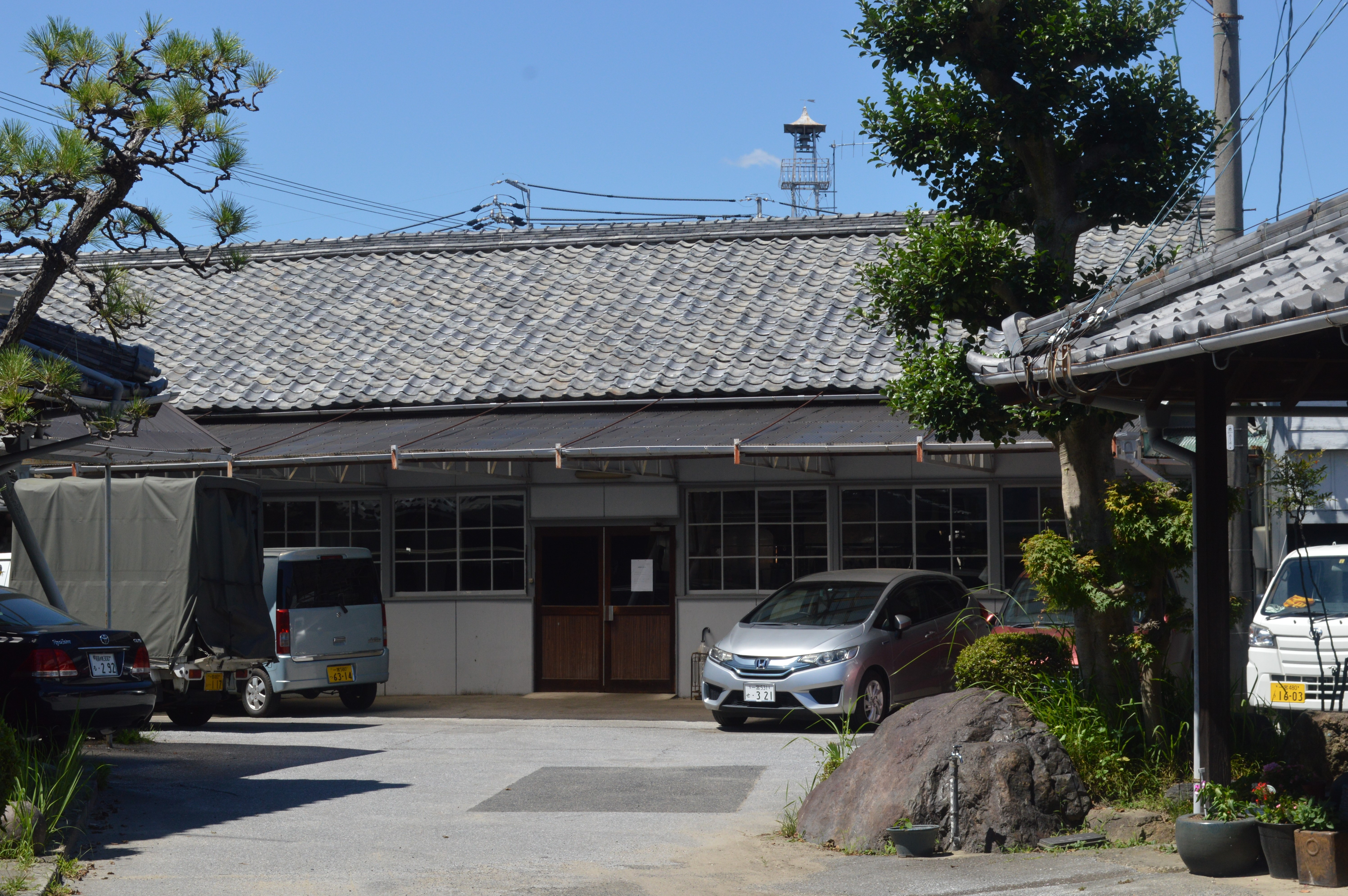
南側から見た工場
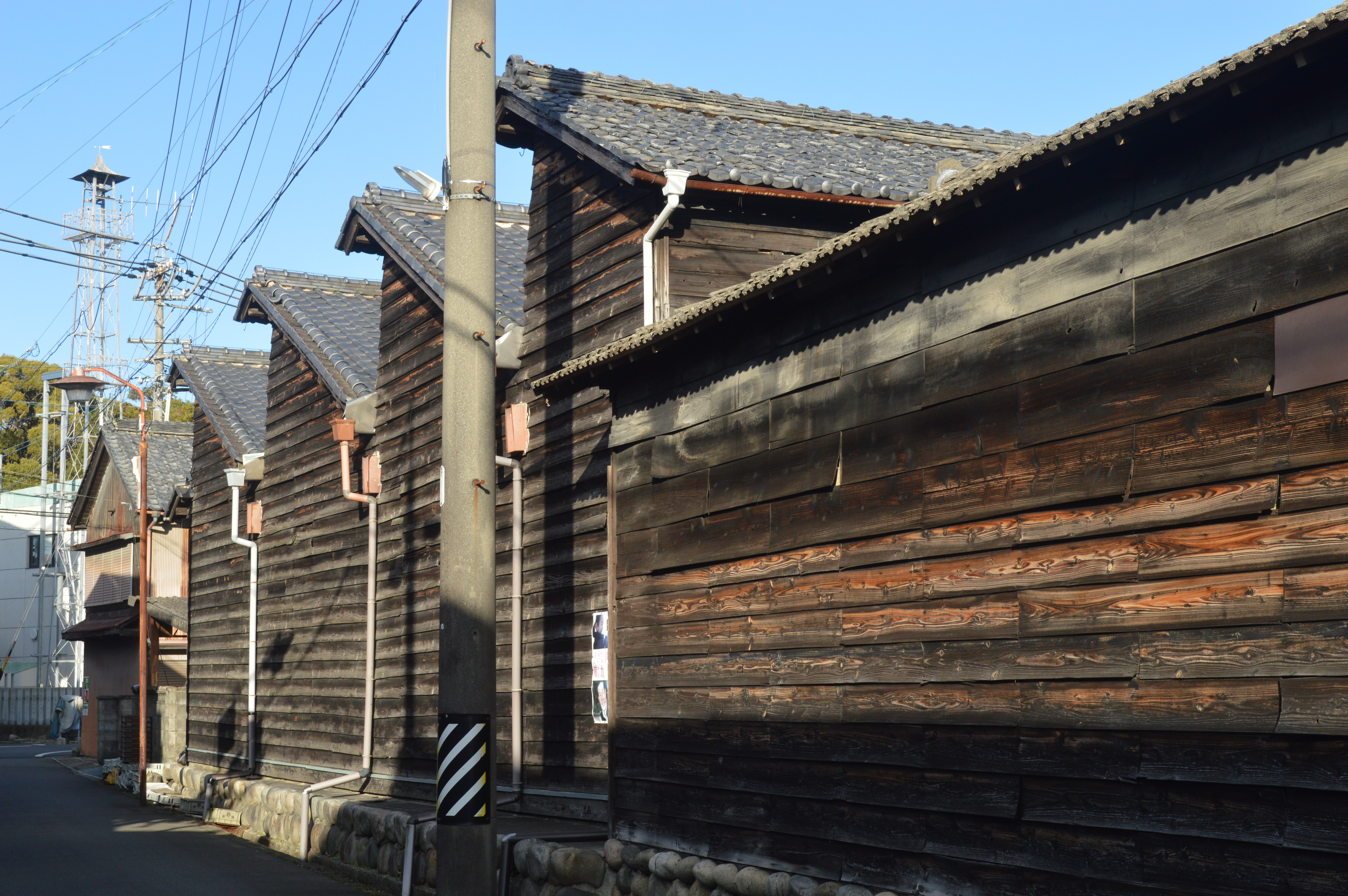
工場（奥）と原糸倉庫（手前）
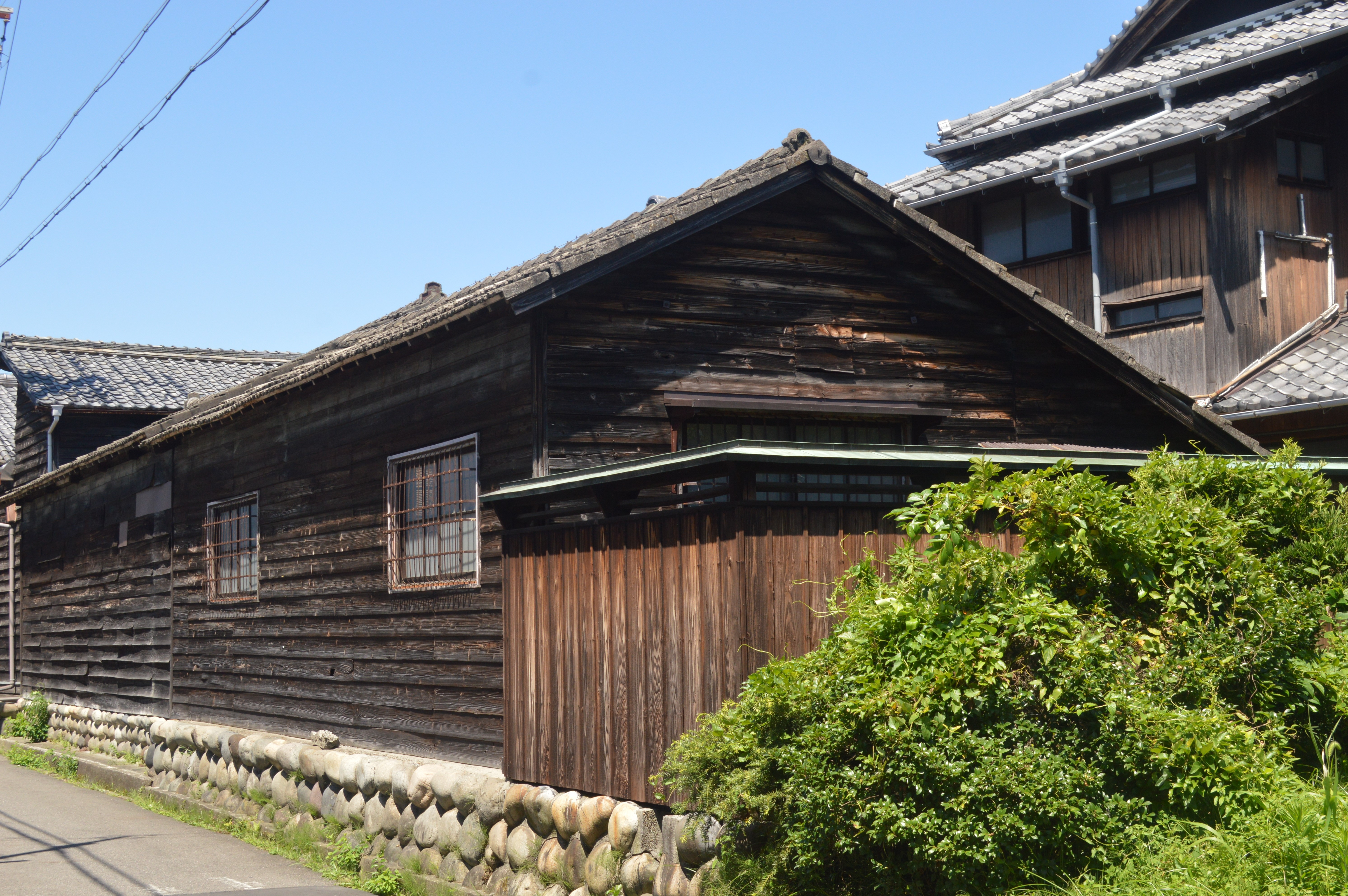
倉庫
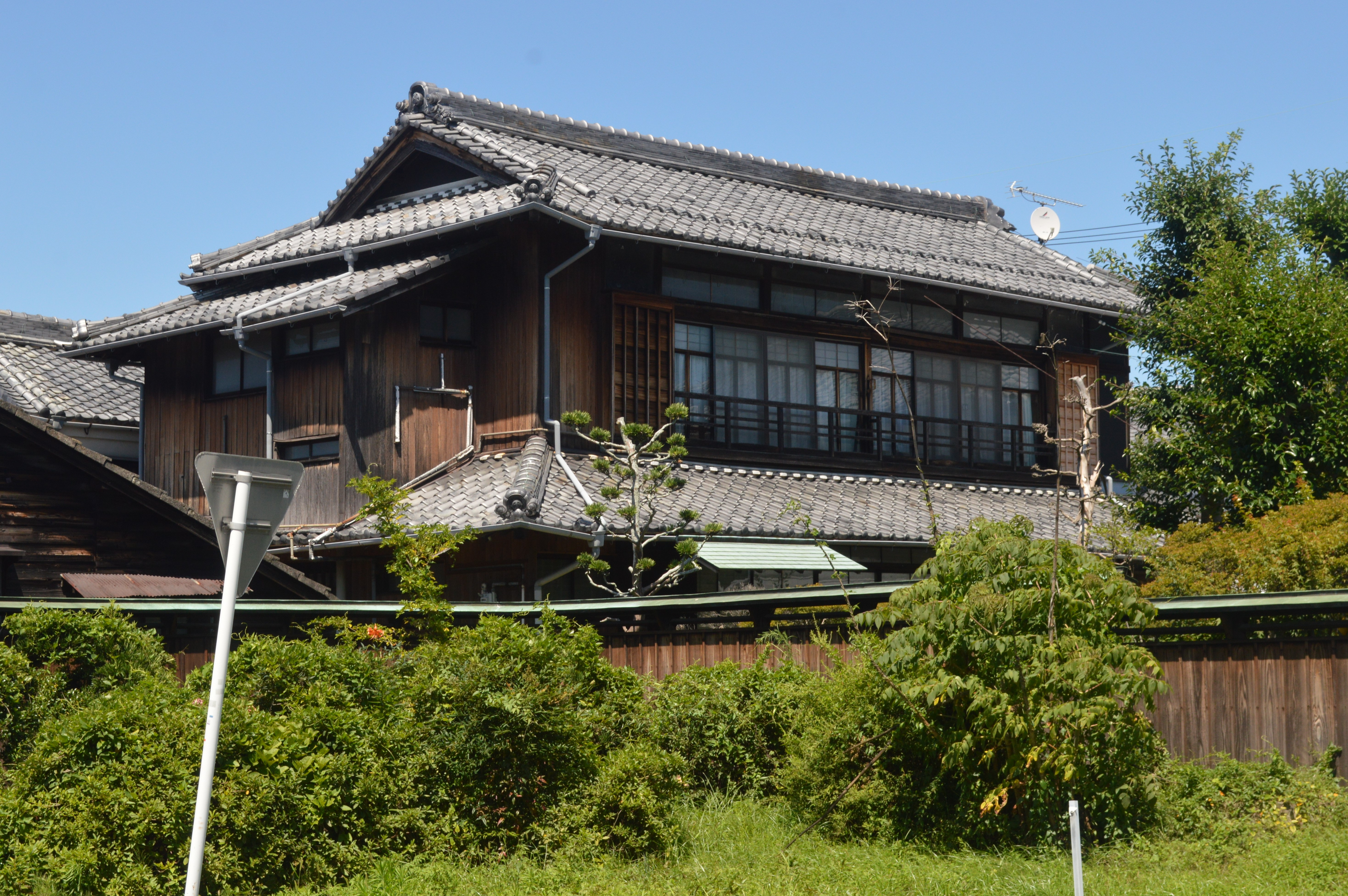
離れ